# Кальдбак
Кальдбак (фар. Kaldbak, дат. Kalbak) — деревня, расположенная на острове Стреймой, одном из островов Фарерского архипелага. Находится в составе коммуны Торсхавн. Население — 258 человек (2022).

## География

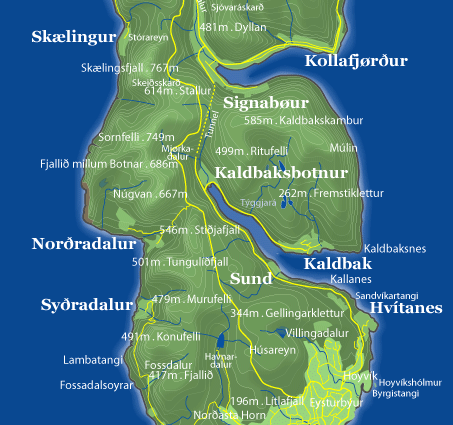
Карта окрестностей Кальдбака

Кальдбак расположен в юго-восточной части острова Стреймой на месте впадения фьорда Кальдбаксфьорур в пролив Танафьорур. К северу от Кальдбака находятся две возвышенности: Ритуфедли (высота 499 м) и Кальдбакскамбур (высота 588 м). К северо-востоку от деревни есть несколько горных озёр, в том числе Стоураватн (фар. Stóravatn) и Брюнаватн (фар. Brúnavatn). К югу от Кальдбака находится водопад Кадланес (фар. Kallanes).

## История
Точное время основания Кальдбака неизвестно. Археологические исследования показывают, что поселение в районе Кальдбака существовало уже в XI веке. Название деревни впервые упоминается в переписи населения 1584 года (Jarðarbókin). Церковь в Кальдбаке была построена в 1835 году и является одним из примеров классической фарерской деревянной церкви с травяной крышей.
В 1974 году Кальдбак вошёл в состав коммуны Торсхавн. В 1980 году деревня была подключена к дорожной системе острова. В 1970—1980-х годах в Кальдбаке производились лодки из стекловолокна, по виду напоминающие традиционные фарерские деревянные лодки.

## Транспорт
Через Кальдбаксфьорур проходит тоннель, связывающий Кальдбак с Сигнеабёвуром, построенный в 1993 году. Благодаря ему автомобилисты могут избежать опасного маршрута из Торсхавна под названием Оджьярвевур, на котором часто бывают туманы, штормы и лавины.
В Кальдбаке находится конечная остановка проходящих через Торсхавн автобусов № 5 (ходит с понедельника по пятницу до Чирчубёвура). Также через деревню проходит маршрут автобусов № 7 (ходит по субботам от Чирчубёвура до Кодлафьорура).